# Mézens
Mézens (okzitanisch Mesens) ist eine französische Gemeinde im Département Tarn in der Region Okzitanien mit 531 Einwohnern (Stand: 1. Januar 2022). Sie liegt im Arrondissement Albi und ist Mitglied im Gemeindeverband Gaillac Graulhet Agglomération. Die Einwohner werden Mézensols und Mézensolles genannt.

## Geografie
Mézens liegt etwa 41 Kilometer südwestlich von Albi und etwa 28 Kilometer nordöstlich von Toulouse am Tarn. Das Gebiet der Gemeinde wird außerdem vom Bach Sieurac, dem Bach Passe und verschiedenen anderen kleinen Wasserläufen entwässert.
Ein großer Teil des Gemeindegebiets gehört zum Naturschutzgebiet „Vallées du Tarn, de l’Aveyron, du Viaur, de l’Agout et du Gijou“ im Rahmen des Natura 2000-Netzwerks.
Umgeben wird Mézens von den Nachbargemeinden Grazac im Norden, Rabastens im Osten und Nordosten, Saint-Sulpice-la-Pointe im Süden, Buzet-sur-Tarn im Westen und Südwesten sowie Roquemaure im Nordwesten.

## Bevölkerungsentwicklung
| 1962                       | 1968 | 1975 | 1982 | 1990 | 1999 | 2006 | 2018 |
| -------------------------- | ---- | ---- | ---- | ---- | ---- | ---- | ---- |
| 287                        | 266  | 258  | 249  | 279  | 310  | 386  | 505  |
| Quellen: Cassini und INSEE |      |      |      |      |      |      |      |

## Sehenswürdigkeiten
- Kirche Notre-Dame
- Das Schloss Mézens wurde zu Beginn des 17. Jahrhunderts restauriert nach einer teilweisen Zerstörung bei einem Brand im Jahre 1568. Seit 2005 ist es in Teilen als Monument historique eingeschrieben.

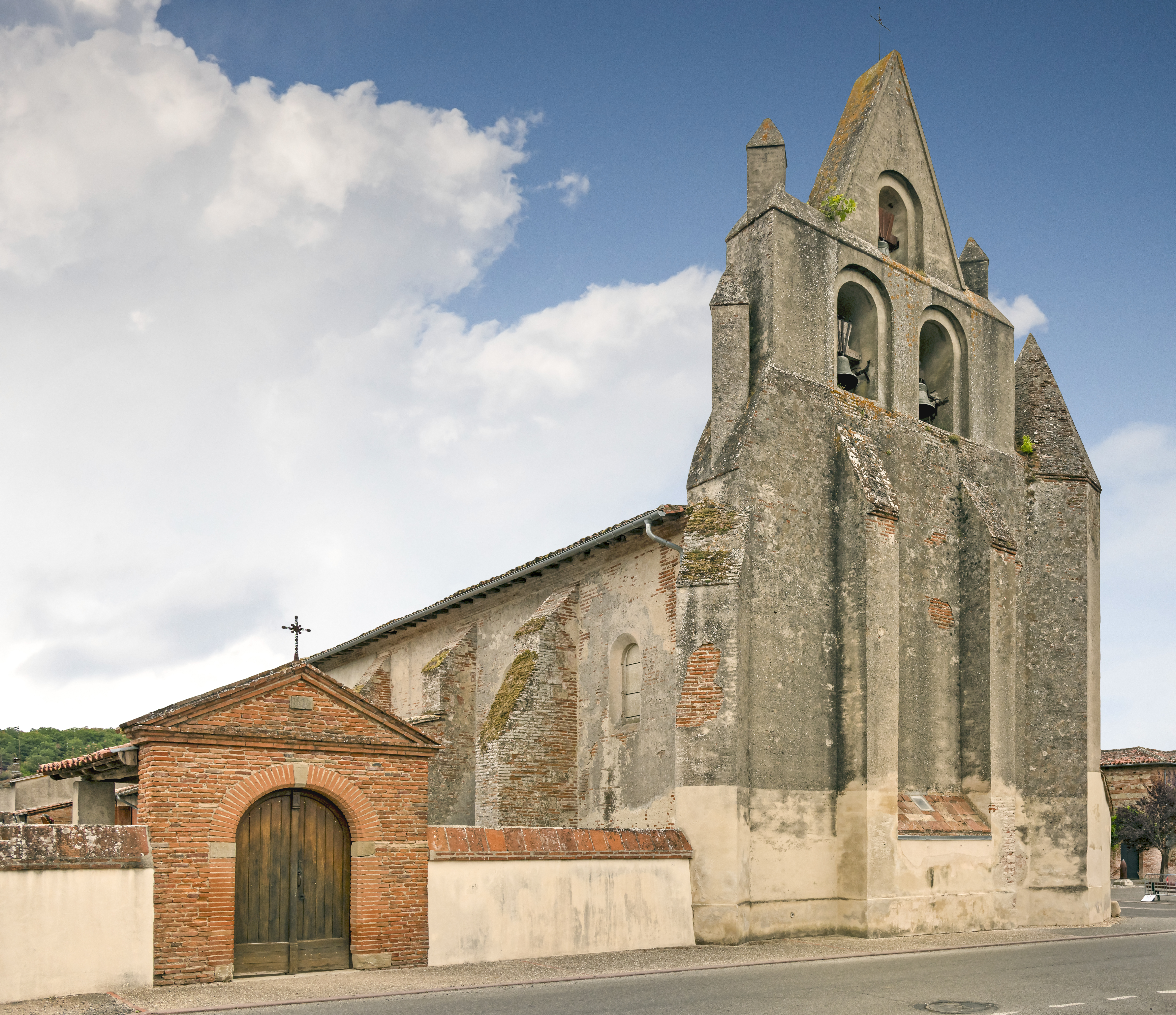
Kirche Notre-Dame
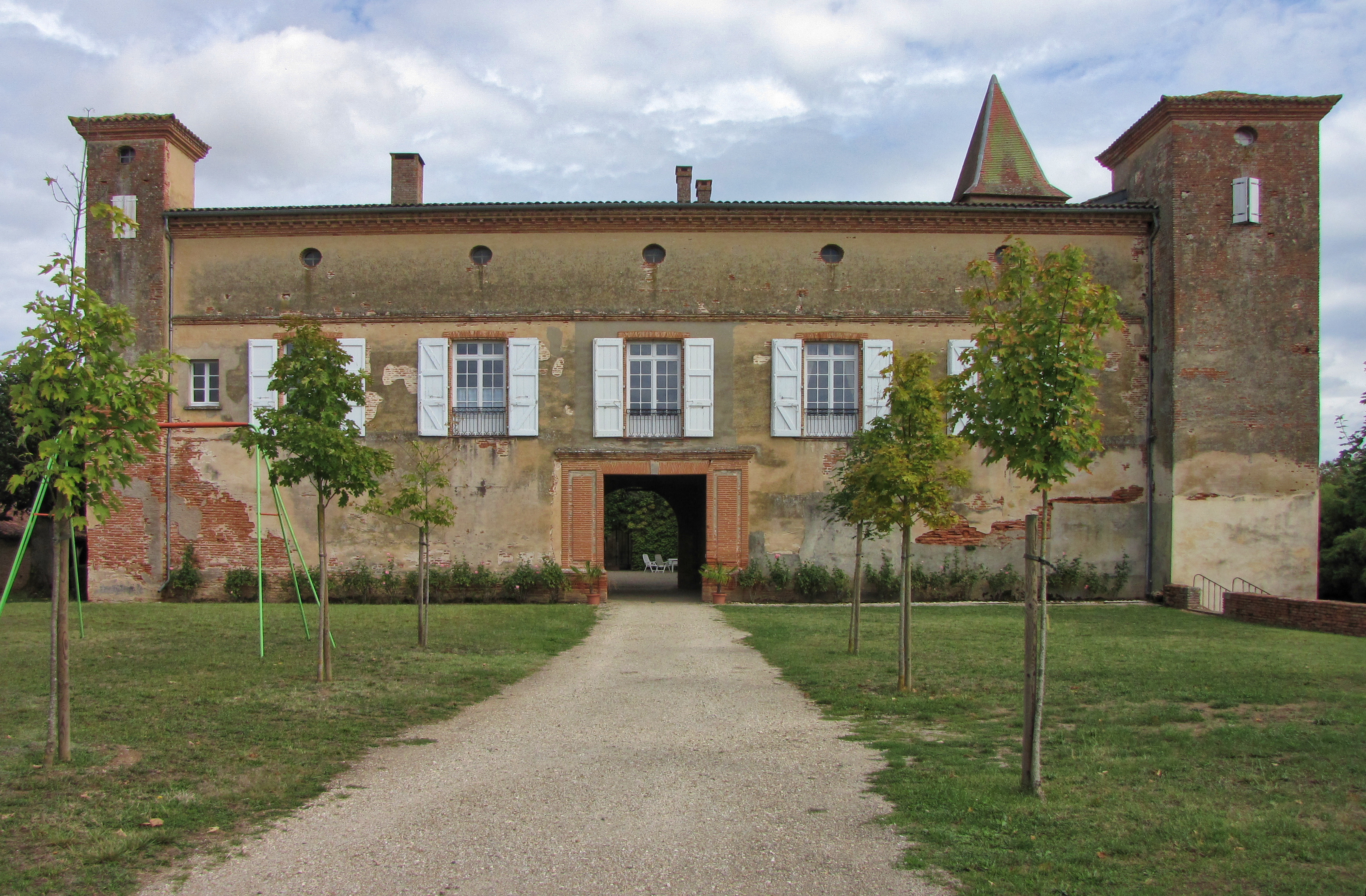
Schloss Mézens